# Янчук Дмитро Юрійович
Дмитро Юрійович Янчук (нар. 26 лютого 2002, с.Липини, Луцький район, Волинська область, Україна) — український футболіст, лівий півзахисник луцької «Волині».

## Життєпис
У ДЮФЛУ виступав за «Волинь» та волинський «ВІК-Волинь». У сезоні 2019/20 років виступав за юнацьку команду «Волині». У сезоні 2017/18 років виступав у чемпіонаті Волинської області за ВІК (Володимир-Волинський).
У професіональному футболі дебютував 5 вересня 2020 року в програному (2:3) домашньому поєдинку 1-го туру Першої ліги України проти кременчуцького «Кременя». Дмитро вийшов на поле на 77-ій хвилині, замінивши Андрія Ляшенка, а на 90-ій хвилині вже Янчука замінив Максима Войтіховського. У сезоні 2020/21 років виступав здебільшого за «Волинь-2». Першим голом у професіональному футболі відзначився на 48-ій хвилині нічийного (1:1) домашнього поєдинку 19-го туру Другої ліги України між «Волинню-2» та «Рубікону». Дмитро вийшов на поле в стартовому складі та відіграв увесь матч. У сезоні 2020/21 років зіграв 22 матчі в Другій лізі України (1 гол).